# Space Jam
Space Jam (bra: Space Jam: O Jogo do Século) é um filme estadunidense de 1996 dos gêneros comédia, aventura, fantasia e esportivo dirigido por Joe Pytka e escrito por Leo Benvenuti, Steve Rudnick, Timothy Harris e Herschel Weingrod. O filme é estrelado pelo jogador de basquete Michael Jordan como uma versão fictícia de si mesmo; o filme mistura elementos de live-action com animação, contando também com Wayne Knight, Theresa Randle e participações especiais de Bill Murray e vários jogadores da NBA nos papéis de pessoas reais, enquanto Billy West, Dee Bradley Baker, Kath Soucie e Danny DeVito compõem o elenco de dublagem dos personagens animados. O filme segue Jordan, quando ele se retira das quadras para se aposentar, conhecendo os personagens de Looney Tunes como Pernalonga, Patolino e Frajola para ajudá-los a vencer uma partida de basquete contra alienígenas invasores que têm a intenção de escravizá-los como atrações de um parque de diversões em outro planeta.
Space Jam foi o primeiro filme em longa metragem a ser produzido pelos Warner Bros. Feature Animation e foi lançado nos cinemas dos Estados Unidos em 15 de novembro de 1996, pela Warner Bros Pictures sob o rótulo da marca Family Entertainment. Foi recebido com resenhas mistas dos críticos, que ficaram divididos sobre sua premissa de combinar Jordan e sua profissão com os personagens dos Looney Tunes, enquanto as realizações técnicas de seu entrelaçamento do live-action com animação foram elogiadas. Se tornou um sucesso de bilheteria, arrecadando mais de US$ 230 milhões em todo o mundo, se tornando o filme de basquete de maior bilheteria de todos os tempos e o décimo filme de maior bilheteria de 1996. Uma sequência independente, Space Jam: A New Legacy, foi lançada em 2021, com LeBron James no papel principal.

## Enredo
Após alcançar o auge da sua carreira de jogador de basquetebol, Michael Jordan decide encerrar sua história no esporte que o consagrou e migrar para a carreira de jogador de beisebol. Enquanto isso, num lugar no espaço, em um planeta chamado "Montanha Bobolândia", que na verdade é um parque de diversões espacial, o ganancioso chefe do planeta, Sr. Swackhammer, discute com seus minúsculos empregados, os "Nerdlucks" (nome não mencionado durante a dublagem brasileira), que necessitam de ideias para criar novas atrações para o antiquado lugar. Num painel de vídeo ele vê vários desenhos animados dos Looney Tunes, contendo várias animações de Pernalonga e seus amigos; ele deduz que seria uma boa ideia tê-los como a atração de seu parque de diversões e ordena que seus servos viajem até a Terra e capturem os divertidos personagens. No planeta Terra, após os extraterrestres encontrarem Pernalonga no mundo dos desenhos, é feito um acordo a qual será realizada uma disputa entre os Looney Tunes e os Nerdlucks para decidir o destino dos personagens terrestres. Então em uma reunião, Pernalonga, Patolino, Gaguinho, Hortelino e Frajola, a julgar pela pequena altura dos invasores, deduzem que a disputa seria facilmente resolvida em uma partida de basquetebol. Em desvantagem, os Nerdlucks vão assistir a partidas de basquetebol e, com poderes estranhos, roubam e absorvem as habilidades de cinco grandes jogadores da NBA: Charles Barkley, Patrick Ewing, Muggsy Bogues, Larry Johnson e Shawn Bradley. Após absorverem tais habilidades, se tornam monstros gigantes e a partir de então são chamados de "Monstars", e passam a desvantagem para os Looney Tunes.

Os Looney Tunes desafiam os Nerdlucks para um jogo de basquetebol.

Depois disto, os Tunes capturam Michael Jordan e explicam a ele toda a situação. Michael decide ajudá-los na partida. Além disso, os Tunes recebem a ajuda de uma bela e talentosa coelhinha chamada Lola Bunny, que também decide participar da partida. Assim, sob o comando de Michael Jordan, forma-se o time intitulado "TuneSquad", que decidirá em um jogo de basquete o destino dos Looney Tunes. Mais tarde, o atrapalhado publicitário Stan Podolak (o mais novo ajudante de Jordan) que também fora sugado para o mundo dos Looney Tunes, aparece para reforçar o time.
Após algum tempo, o jogo entre o TuneSquad e os Monstars começa e, embora conte com a ajuda do talentoso Michael Jordan, os Looney Tunes são massacrados pela agressividade dos monstruosos adversários, e o time dos heróis termina o primeiro tempo da partida com uma grande desvantagem no placar.
No intervalo, Jordan tenta animar sua equipe e Pernalonga os convence a tomarem a fórmula secreta de Michael Jordan (que era na verdade uma garrafa plástica com água comum) e assim os heróis, agora psicologicamente motivados, usam todo o seu talento para superar os inimigos e têm sucesso, diminuindo bastante a desvantagem no placar da partida. Furioso com o desempenho do adversário, o malvado Swackhammer (que é agora treinador dos Monstars) aceita uma aposta feita por Michael Jordan, que consistia na devolução dos poderes dos jogadores da NBA caso o TuneSquad vencesse, e tornar Michael Jordan escravo e principal atração da Montanha Bobolândia, caso os vilões vencessem. Após isso, os Looney Tunes são mais uma vez espancados pelo estilo de jogo brutal dos Monstars até que apenas Jordan, Pernalonga, Lola e Patolino são deixados em pé fazendo um número curto de jogadores. Então Bill Murray é capaz de entrar no mundo dos Looney Tunes e integrar a equipe, evitando assim a perda por W.O.
Atingindo o clímax da partida, o TuneSquad encontra-se perdendo por uma diferença de apenas um ponto, e cabe à Jordan marcar a última cesta que decidiria a partida. Nos últimos segundos do jogo, estendendo seu braço como se fosse um desenho animado, Jordan consegue fazer a cesta e ganha o jogo. Após Swackhammer repreender os Monstars por seu fracasso, Jordan os ajuda a perceber que eles só são servos dele pois eles eram menores; aproveitando que ainda estão com alta estatura (por conta de possuírem as habilidades dos jogadores da NBA) eles inserem Swackhammer dentro de um míssil que o envia para a Lua. Depois de devolverem as habilidades roubadas, os Nerdlucks decidem se juntar aos Looney Tunes. Depois disso, os personagens retornam Jordan de volta ao mundo real, onde ele traz as habilidades roubadas de volta aos seus respectivos jogadores. Após uma sugestão dos próprios jogadores, Jordan decide regressar com sua carreira e volta à NBA, espelhando o seu retorno da vida real.

## Elenco e personagens
- Michael Jordan como uma versão fictícia de si mesmo, o protagonista do filme. É um jogador de basquetebol profissional que se aposenta da NBA para seguir uma carreira no beisebol, que é o que seu pai desejava que ele fizesse.
  - Brandon Hommond como Michael Jordan aos 10 anos de idade.
- Wayne Knight como Stan Podolak, um atrapalhado publicitário que atua como treinador pessoal e ajudante de Michael Jordan.
- Theresa Randle como Juanita Jordan, esposa de Michael Jordan.
- Bill Murray como ele mesmo, o melhor amigo de Michael Jordan e um amigo auto-proclamado do produtor do filme, o que lhe permite participar do Looney Tunes quando eles são estão em número curto de jogadores.[5]
- Thom Barry como James Jordan, pai de Michael Jordan e jogador de beisebol profissional. Aparece no início do filme incentivando o filho ainda criança a lutar pelos seus sonhos.
- Manner Washington como Jeffrey Jordan, filho de Michael e Juanita, joga basquete.
- Eric Gordon como Marcus Jordan, é o filho de Michael e Juanita, e irmão mais novo de Jeffrey.
- Bebe Drake como a empregada de Michael, que ajuda Juanita a cuidar das crianças.
- Penny Bae Bridges como Jasmine Jordan, filha de Michael Jordan e Juanita, irmã mais nova de Jeffrey e Marcus.
- Billy West fornece as vozes de:
  - Pernalonga, um coelho que age como o líder dos Looney Tunes e joga no time de basquetebol. É ele quem tem a ideia de chamar Michael para ajudá-los.
  - Hortelino Troca-Letras, um caçador do grande-jogo que procura caçar o Pernalonga. Ele joga no time dos Looney Tunes.
- Dee Bradley Baker fornece as vozes de:
  - Patolino, um pato glorioso e ganancioso, um dos dois melhores amigos de Pernalonga que joga no time dos Looney Tunes.
  - Taz, um marsupial faminto e enlouquecido que joga no time dos Looney Tunes.
  - Toro, um touro que ataca o Pound Monstar durante o jogo'.
  - Papa-Léguas, um pássaro extremamente rápido que é perseguido pelo Coiote.
- Danny DeVito fornece a voz do Senhor Swackhammer, o proprietário e presidente do parque temático "Montanha Moron" (ou "Montanha Bobolândia na dublagem brasileira), pelo qual ele busca novas atrações. Mais tarde, ele age como o treinador dos Monstars no jogo contra os Looneys.
- Bob Bergen fornece as vozes de:
  - Hubie e Bertie, um par de ratos que agem como os comentaristas do jogo.
  - Marvin, o Marciano, um extraterrestre que atua como o árbitro do jogo.
  - Gaguinho, um porco gago, um dos dois melhores amigos de Pernalonga que joga no time dos Looney Tunes.
  - Piu-Piu, um pequeno passarinho amarelo que joga no time dos Looney Tunes.
- Bill Farmer fornece as vozes de:
  - Frajola, um gato negro que tenta devorar o Piu-piu. Ele joga no time dos Looney Tunes.
  - Eufrazino, um bandido ocidental, é mal-humorado e extremamente rabugento que joga no time dos Looney Tunes.
  - Frangolino, um grande galo Kentucky com sotaque nordestino que joga no time dos Looney Tunes.
- June Foray fornece a voz da Vovó, uma mulher idosa que atua como a líder de torcida no time dos Looney Tunes. Ela também faz a voz da Bruxa Hazel.
- Kath Soucie fornece a voz de Lola Bunny, uma coelha bonita e radical que joga no time dos Looney Tunes. Ela é o interesse amoroso de Pernalonga e no final do filme se torna sua namorada.
- Maurice LaMarche fornece a voz de Pepe Le Gambá, um gambá com sotaque francês que joga no time dos Looney Tunes.

As vozes dos Nerdlucks são fornecidos por Jocelyn Blue (Pound), James Caridad (Blanko), June Melby (Bang), Catherine Reitman (Bupkus) e Wainwright Colleen (Nawt e Sniffles); as vozes dos Monstars são fornecidos por Darnell Suttles (Pound), Steve Kehela (Blanko), Joey Camen (Bang), Dorian Harewood (Bupkus) e T. K. Carter (Nawt). Dan Castellaneta e Patricia Heaton também fizeram aparições rápidas como um casal que os Nerdlucks (disfarçados) sentam ao lado em um jogo de basquete.

### Jogadores da NBA
Além de Jordan, um número de jogadores e treinadores da NBA apareceram no filme. Larry Bird interpreta um amigo de Jordan, que se junta a ele  para um jogo de golfe. Quando os Monstars roubam o talento dos jogadores da NBA, eles invadem um jogo entre o Phoenix Suns e o New York Knicks, fazendo com que Patrick Ewing, que joga no Knicks, e Charles Barkley, que joga no Suns, cometam erros durante o jogo. Nessas cenas, os jogadores dos Knicks, Charles Oakley e Derek Harper e dos Suns A. C. Green, Danny Ainge, e Paul Westphal (técnico) também são vistos em campo.
Mais tarde no filme, Ewing e Barkley são unidos pelos que agora "estão extremamente sem talento" Larry Johnson, Muggsy Bogues e Shawn Bradley. Além disso, quando o time do Los Angeles Lakers está em uma tentavia para evitar que jogam basquetebol com medo de serem "infectados", os Lakers Vlade Divac, Cedric Ceballos, Anthony Miller, e o técnico Del Harris fazem uma curta aparição rápida. Aparições rápidas semelhantes também foram feitas por Jeff Malone, Alonzo Mourning, Sharone Wright, o comentarista de TV Jim Rome e Ahmad Rashad. Durante a parte final do filme, quando Jordan retorna para o Chicago Bulls, eles jogam no Orlando Magic onde Shaquille O'Neal pode ser visto correndo atrás da  bola.

## Produção

### Desenvolvimento

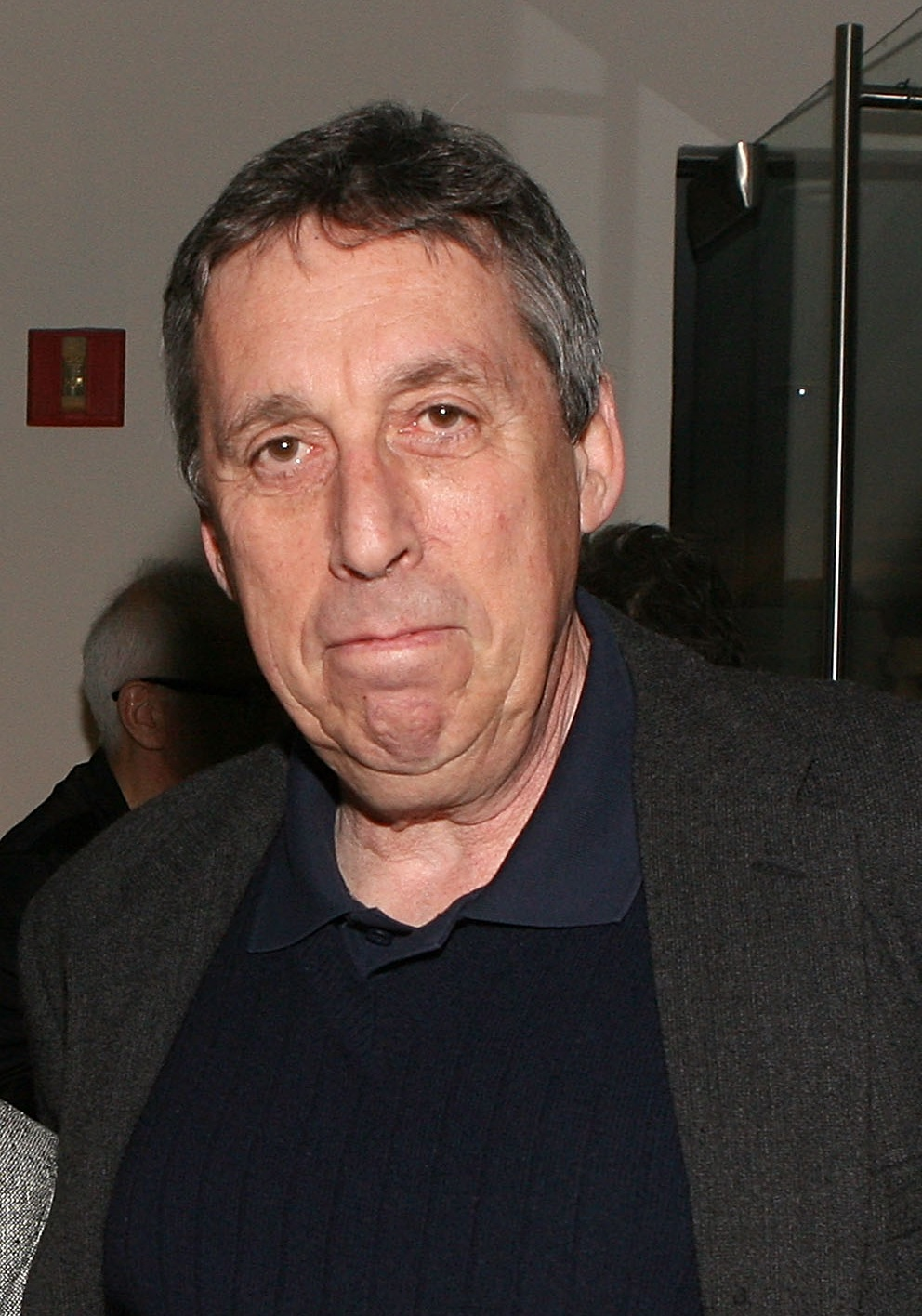
O produtor de Space Jam, Ivan Reitman, em 2011. Uma conversa entre ele e um executivo da Nike despertou a ideia de um filme estrelado por Michael Jordan e Pernalonga.

Em 1992 e 1993, dois comerciais da Nike durante o Super Bowl intitulados "Hare Jordan" e "Aerospace Jordan", foram ao ar, respectivamente, na televisão e apresentavam o jogador de basquete Michael Jordan interagindo com o personagem Pernalonga. O diretor criativo da produtora Wieden+Kennedy, Jim Riswold, concebeu a campanha "Hare Jordan" seguindo a popularidade dos anúncios onde Jordan interagia com Mars Blackmon (interpretado por Spike Lee), um personagem do filme She's Gotta Have It (1986); ele escolheu Pernalonga para sua próxima campanha porque o personagem era seu "herói de infância". Dirigido por Joe Pytka, "Hare Jordan" levou seis meses e teve um orçamento de US$ 1 milhão para ser produzido. Inicialmente, o projeto de um filme ficou parado pela relutância da Warner Bros. em permitir que a Nike modernizasse o personagem de Pernalonga; no entanto, o sucesso comercial de ambos os anúncios "foi uma boa pesquisa para a Warner Bros. entender que o personagem 'Perna' ainda tinha relevância e relacioná-lo com Michael", explicou Pytka. Isso levou a Warner a finalmente aprovar a produção de um filme com Pernalonga e Jordan, que saiu de uma reunião dentro de um avião entre um executivo da Nike e o produtor Ivan Reitman. Jordan já havia recebido ofertas para realizar filmes anteriormente, mas seu empresário, David Falk, recusou todas porque sentia que o atleta só poderia atuar no cinema interpretando ele mesmo.
Entretanto, o projeto foi engavetado em 1993 quando Jordan se aposentou do basquete, só sendo reaberto em 1995, após o atleta decidir retornar ao desporto. Antes da Warner Bros. ser consultada novamente, Falk lançou a ideia para vários grandes estúdios; a Warner queria elaborar um "material adulto e sofisticado" que se desviasse da fórmula estabelecida pela Disney no mercado de filmes de animação. Depois que o estúdio inicialmente rejeitou a proposta de Falk, ele ligou para o líder da divisão de produtos de consumo da empresa, Dan Romanelli, que reagiu com surpresa sobre o fato da Warner recusar um projeto com potencial de venda de mercadorias.
Joe Pytka foi informado sobre o projeto apenas alguns meses antes do início das filmagens; além de ser contratado como diretor, ele também revisou o roteiro, inclusive escrevendo uma cena em que Jordan faz um home run após retornar ao mundo real, mas que nunca foi usada. Spike Lee também estava interessado em ajudar Pytka com o roteiro, mas a Warner Bros. o vetou do projeto por conta de uma insatisfação com a forma como ele financiou Malcolm X (1992).

### Escolha de elenco
De acordo com Pytka, foi difícil encontrar a maioria dos atores de Space Jam devido à sua estranha premissa: "Quero dizer, eles vão trabalhar com um personagem animado e um atleta... Você está falando sério? Eles simplesmente não queriam fazer isso". Antes de Wayne Knight ser escalado como Stan, suas escolhas iniciais foram Michael J. Fox e Chevy Chase, com quem ele havia trabalhado em comerciais da Doritos; a Warner Bros. rejeitou os dois atores. Jason Alexander também recusou o papel. Também houve tentativas de substituir o personagem de Jordan por um ator mais experiente, mas segundo os produtores: "não conseguimos encontrar ninguém melhor". Os atores mais fáceis de obter foram os jogadores da NBA, exceto Gheorghe Mureşan. A aparição de Bill Murray estava presente no roteiro desde o início, mas os cineastas não conseguiram contratá-lo até o início das filmagens; há rumores de que Jordan implorou a Murray para participar do filme.
O produtor Ivan Reitman afirmou que priorizou uma busca por dubladores que conseguissem ser bastante fiéis ao estilo pioneiro dos dubladores originais dos desenhos antigos dos Looney Tunes para o filme. Joe Alaskey, um dos sucessores de Mel Blanc (dublador do Pernalonga nos desenhos antigos) desde a morte deste, foi submetido por Reitman a uma série de audições, que duraram meses até que Alaskey se cansou e desistiu do projeto. Billy West soube da produção de Space Jam através de Reitman no programa radiofônico The Howard Stern Show; Reitman estava produzindo o filme Private Parts de Howard Stern. Reitman ficou impressionado com o talento vocal de West e perguntou se ele poderia fazer um teste para Space Jam; West aceitou e, após fazer um teste, conseguiu os papéis de Pernalonga e Hortelino. Os diretores de elenco originalmente planejaram várias participações especiais no elenco de dublagem; no entanto, isso não deu certo, e Danny DeVito acabou sendo o único "dublador celebridade" no filme, dando sua voz para o Sr. Swackhammer, que foi originalmente planejado para ser dublado por Jack Palance. Swackhammer também foi planejado para ser um personagem em carne-e-osso até os últimos dias de desenvolvimento, com Dennis Hopper sendo cogitado para o papel devido à sua amizade com Pytka.
Uma coisa que ouvi foi que Ivan Reitman, quando eles estavam pensando em prosseguir com este filme, ligou para Robert Zemeckis de Who Framed Roger Rabbit e perguntou: "Você tem algum conselho sobre o que devemos fazer para realizar um filme como este?" E ele disse: "Não faça, isso quase me matou".— Neil Boyle, supervisor de animação

### Escala
Os animadores veteranos da Warner Bros. que trabalhavam na Classic Animation localizada em Sherman Oaks, Los Angeles foram originalmente planejados para serem os únicos responsáveis pela parte animada do filme. Porém, depois de apenas uma semana, o trabalho de animação ficou tão complicado que a Warner Bros. contatou mais estúdios, inclusive realocando a sua divisão de animação Feature Animation localizada em Glendale, que estava produzindo Quest for Camelot (1998), para trabalhar em Space Jam. Dez membros da Classic Animation, incluindo o diretor de animação da produção, Tony Cervone, foram retirados do estúdio para se envolverem mais profundamente durante toda a produção, e os artistas de desenvolvimento foram realocados para trabalhos de animação, incluindo o supervisor de animação Bruce Woodside, que tinha pouca fé no projeto: "Como tantos outros animadores, adoro os personagens clássicos da Warner Bros., mas eu realmente tinha pouca esperança de que amarrá-los à enorme âncora de um esquema de marketing aparentemente condenado pudesse realmente dar a eles uma segunda vida bem-sucedida em recursos".
Depois que Cervone foi contratado como diretor de animação, Jerry Rees contatou Bruce W. Smith sobre ser outro diretor de animação do filme; Rees foi demitido quando Smith entrou e Pykta contratou Smith para dirigir as sequências de animação ao lado de Cervone. Antes de janeiro de 1996, quando a produção de animação estava em alta, nenhum dos rascunhos ou conceitos dos animadores de como o filme deveria parecer recebeu a aprovação de Reitman; Bill Perkins ingressou naquele mês como diretor de arte de animação: "tínhamos apenas cerca de oito meses para fazer cerca de 52 minutos de animação", declarou Perkins; "éramos apenas uma pequena equipe reduzida", complementou. Cervone destacou o papel de Reitman como supervisor: "Começou como uma série de piadas sem estrutura e ele ajudou muito nisso". O processo de escrita envolveu os animadores e artistas usando os desenhos originais como referências. Por fim, eles optaram pelo estilo de animação de Bob Clampett por ser mais selvagem do que o estilo de Chuck Jones.
A produção de Space Jam totalizou cerca de dezenove meses, com filmagens ocupando dez deles; isso foi metade do tempo de qualquer outro filme desse tipo, de acordo com Smith. A animação foi feita em um ritmo muito rápido por mais de setecentos trabalhadores de dezoito estúdios em Londres, Canadá, Califórnia e Ohio a partir de janeiro de 1996 pelos produtores recentemente contratados Ron Tippe e Allison Abbate. Na tentativa de rastrear a enorme quantidade de trabalho feito nos dezoito estúdios, Tippe pendurou fotos de todas as tomadas nos corredores dos estúdios da Feature Animation, com as concluídas marcadas em vermelho.
Recursos sobre a produção do filme enfatizavam sua tecnologia de computador de ponta quando se tratava de sua técnica híbrida live-action/animação; "este filme não poderia ter sido feito há dois anos", afirmou Cervone em 1996. Devido à sua mistura de vários meios de arte, bem como ao "amplo senso de humor e entretenimento" exclusivo dos Looney Tunes, Smith considerou Space Jam uma parte importante da diversificação da indústria da animação. Space Jam quebrou o recorde de quantidade de tomadas compostas em um longa-metragem, "aproximadamente 1.043" de acordo com Tippe, bem como um número recorde de tomadas FX, com cerca de 1.100 em um único filme de 90 minutos; Independence Day, lançado no mesmo ano, teve 700 fotos FX em duas horas de exibição. Tippe afirmou que o filme teria, no máximo, "múltiplos personagens, múltiplos níveis de efeitos e, em alguns casos, até setenta elementos" em uma tomada.

### Filmagens
Space Jam foi uma das primeiras produções a serem filmadas em um estúdio virtual. Jordan filmou em uma sala de tela verde de 360 graus com rastreadores de movimento; ao seu redor estavam jogadores da NBA de terno verde e atores de improvisação do Groundlings Theatre and School, servindo como identificadores de posicionamento para os personagens animados, com uma réplica de fundo em CGI de um cenário da vida real com chroma key. Embora Bill Murray inicialmente tenha vindo apenas para participar da cena no campo de golfe, ele quis estar no clímax do jogo de basquete depois que Pytka mostrou a ele o processo de como ele dirigia as cenas de ação em live-action/animação.
Desenhos conceituais e discussões entre os animadores e Pytka sobre como a animação seria incorporada às cenas de ação ao vivo ocorreram no set durante as filmagens, com várias reescritas do roteiro sendo feitas diariamente. Como um experiente diretor de comerciais e videoclipes trabalhando em um filme de esportes, Pytka assumiu movimentos de câmera rápidos e ilimitados e ângulos holandeses; isso tornou a integração dos personagens nas tomadas um desafio para os animadores. Para conectar os mundos real e animado, foram usadas imagens em tela azul de miniaturas fornecidas pela empresa de efeitos visuais Vision Crew Unlimited.

### Música
As vendagens da trilha sonora do filme foram certificadas com seis discos de platina. O álbum também serviu como ápice para o músico R. Kelly, cuja canção "I Believe I Can Fly" não só foi um sucesso, como também lhe rendeu dois prêmios Grammy. Outras faixas incluíam um cover de "Fly Like an Eagle" da banda Steve Miller Band (interpretada por Seal), "Hit 'Em High (The Monstars' Anthem)" (de B-Real, Busta Rhymes, Coolio, LL Cool J e Method Man), "Basketball Jones (Barry White e Chris Rock), "Pump Up the Jam" (por Technotronic), "I Turn to You" (All-4-One) e "For You I Will" (Monica). A música-título do filme foi tocada pelos Quad City DJ's.
O filme contou com uma trilha sonora original composta por James Newton Howard para o filme.

## Lançamento e recepção
A Warner Bros. distribuiu Space Jam por meio de sua divisão Family Entertainment, lançando o filme para os cinemas estadunidenses em 15 de novembro de 1996. O filme chegou no Brasil durante o Natal daquele ano, estreando nos cinemas em 25 de dezembro. Em Portugal, o filme chegou aos cinemas em 7 de fevereiro de 1997.

### Desempenho comercial
Space Jam se tornou um sucesso de bilheteria. No final de seu circuito mundial, o filme havia acumulado US$ 90,594,962 de dólares nos Estados Unidos e mais de US$ 230 milhões de dólares internacionalmente (contra um orçamento estimado em US$ 80 milhões), tornando-se o filme de basquetebol de maior bilheteria da história.

### Resposta da crítica
No agregador de resenhas Rotten Tomatoes, Space Jam detém um índice de aprovação de 43% com base em 86 resenhas, com nota média de 5,3/10; o consenso dos críticos do site diz: "Embora não seja um "slam dunk" [gíria em inglês oriunda do basquete que significa "vitória garantida"], Space Jam se salva com sua palhaçada carregada dos Looney Toons e sua animação vívida deixará os espectadores mais jovens satisfeitos, embora os adultos acompanhantes possam ficar mais aborrecidos do que entretidos". No Metacritic, outro agregador, é atribuído ao filme uma pontuação 59/100, baseado em 22 resenhas, indicando "comentários mistos ou médios". As audiências do CinemaScore deram ao filme uma nota média "A-", em uma escala de "A+" a "F".
Os críticos Roger Ebert e Gene Siskel, do Chicago Sun-Times e do Chicago Tribune respectivamente, aprovaram Space Jam, embora os elogios de Siskel tenham sido mais reservados. Em sua crítica, Ebert deu ao filme três estrelas e meia e observou: "Space Jam é um casamento feliz de boas ideias. Três filmes pelo preço de um, dando-nos um tratamento cômico das aventuras da carreira de Michael Jordan, cruzado com um personagem do aclamado desenho animado Looney Tunes [...] o resultado é delicioso, um filme familiar no melhor sentido (o que significa que os adultos também vão gostar)". Siskel concentrou muitos de seus elogios no desempenho de Jordan, dizendo: "Ele sabiamente aceitou como seu primeiro filme um roteiro que se baseia muito bem em sua personalidade genial em uma variedade de anúncios de TV. As frases de efeito são um pouco mais longas". Leonard Maltin também deu ao filme uma crítica positiva (três estrelas), afirmando que "Jordan é muito envolvente, os personagens têm um desempenho admirável [...] e os efeitos especiais gerados por computador são um nocaute coletivo". Todd McCarthy, comentarista de cinema da revista Variety, elogiou o filme por seu humor, bem como pelas travessuras dos Looney Tunes e pela atuação de Jordan.
Embora Janet Maslin, do jornal The New York Times, tenha criticado a animação do filme, ela mais tarde disse que Space Jam é uma "carinhosa homenagem ao passado [dos personagens de Looney Tunes]". Michael Wilmington, do Chicago Tribune, reclamou sobre alguns aspectos do filme, afirmando: "[...] não conseguimos as melhores coisas dos co-estrelas. Michael não sobe o suficiente. Os Looney Tunes não nos pulverizam do mesmo jeito que faziam Chuck Jones, Friz Freleng ou Bob Clampett quando estavam na ativa"; no entanto, no geral, ele também gostou do filme, dando-lhe três estrelas em sua crítica e dizendo: "É fofo? Sim. É um prazer para o público? Sim. É clássico? Não. (Embora pudesse ter sido)". O TV Guide deu ao filme apenas duas estrelas, chamando-o de "tentativa cínica de lucrar com a popularidade dos personagens de desenhos animados da Warner Bros. e do jogador de basquete Michael Jordan, inspirado em um comercial da Nike". Margaret A. McGurk do jornal The Cincinnati Enquirer deu ao filme duas estrelas e meia em sua crítica dizendo: "o espetáculo técnico não vale nada sem uma boa história".
O veterano diretor dos desenhos animados clássicos dos Looney Tunes, Chuck Jones, criticou o filme e sua premissa, opinando que o Pernalonga não teria contado com a ajuda de outras pessoas para resolver um conflito.

### Prêmios e indicações
| Ano  | Prêmio                                 | Categoria                                                           | Indicação                                  | Resultado | Ref. |
| ---- | -------------------------------------- | ------------------------------------------------------------------- | ------------------------------------------ | --------- | ---- |
| 1997 | ASCAP Film and Television Music Awards | Músicas mais executadas de filmes                                   | Diane Warren - "For You I Will"            | Venceu    |      |
| 1997 | ASCAP Film and Television Music Awards | Top Box Office Films                                                | James Newton Howard                        | Venceu    |      |
| 1997 | Annie Awards                           | Melhor Conquista Individual: Conquista Técnica                      |                                            | Venceu    |      |
| 1997 | Annie Awards                           | Melhor Animação                                                     |                                            | Indicado  |      |
| 1997 | Annie Awards                           | Melhor Desempenho Individual: Direção                               | Bruce W. Smith e Tony Cervone              | Indicado  |      |
| 1997 | Annie Awards                           | Melhor Desempenho Individual: Produção                              | Ron Tippe                                  | Indicado  |      |
| 1997 | Grammy Awards                          | Melhor música escrita especificamente para cinema ou para televisão | R. Kelly - "I Believe I Can Fly"           | Venceu    |      |
| 1997 | MTV Movie Awards                       | Melhor Canção de Filme                                              | R. Kelly - "I Believe I Can Fly"           | Indicado  |      |
| 1997 | Satellite Awards                       | Melhor Filme de Animação                                            | Daniel Goldberg, Joe Medjuck, Ivan Reitman | Indicado  |      |
| 1997 | World Animation Celebration            | Melhor uso da animação em um trailer de filme                       |                                            | Venceu    |      |
| 1997 | Young Artist Awards                    | Melhor Filme de Família - Animação ou Efeitos Especiais             |                                            | Indicado  |      |

## Sequência
Uma sequência para Space Jam foi planejada já em 1996. Quando o desenvolvimento começou, "Space Jam 2" envolveria uma nova competição de basquete com Michael Jordan e os Looney Tunes contra um novo vilão alienígena chamado Berserk-O!. O artista Bob Camp foi encarregado de projetar o novo vilão e seus capangas. Joe Pytka iria continuar na sequência como diretor enquanto Cervone e seu parceiro criativo Spike Brandt assinaram contrato para dirigir as sequências de animação. No entanto, Jordan não quis retornar para o projeto e a Warner Bros. acabou cancelando os planos para "Space Jam 2".
Várias projetos em potencial, incluindo um intitulado "Spy Jam" com Jackie Chan (que acabaria se tornando a base para Looney Tunes: Back in Action), "Race Jam" com Jeff Gordon, "Golf Jam" com Tiger Woods, e "Skate Jam" com Tony Hawk foram discutidos, mas nunca saíram do papel.
Em fevereiro de 2014, a Warner Bros. anunciou oficialmente o desenvolvimento de uma sequência que seria estrelada por LeBron James. Em julho de 2015, James e seu estúdio de cinema, SpringHill Entertainment, assinaram um contrato com a Warner Bros. para televisão, cinema e conteúdo digital após receber críticas positivas por seu papel em Trainwreck. Em 2016, Justin Lin assinou contrato com o projeto como diretor e co-roteirista com Andrew Dodge e Alfredo Botello. Em agosto de 2018, Lin deixou o projeto e Terence Nance foi contratado para dirigir o filme. Em setembro de 2018, Ryan Coogler foi anunciado como produtor do filme. As filmagens aconteceriam na Califórnia dentro de um raio de 30 milhas de Los Angeles. Antes da produção, o filme recebeu US$ 21,8 milhões em créditos fiscais como resultado de um novo programa de incentivo fiscal do estado.
Em fevereiro de 2019, após lançar o logotipo oficial com um pôster promocional, "Space Jam 2" foi anunciado com lançamento agendado para 16 de julho de 2021. A fotografia principal começou em 25 de junho de 2019. Em 4 de março de 2021 foi confirmado que a sequência também contaria com vários personagens do arquivo de filmes e televisão da Warner Bros.
Michael Jordan foi escalado para fazer uma participação especial em Space Jam 2, já que os seus patrocinadores provocaram os fãs em junho de 2021 dizendo que "Jordan aparecerá no filme, mas não da maneira que você espera". De fato, como mostrado no filme, Jordan foi mostrado na sequência em várias cenas reais de sua carreira e em reutilizações de cenas do filme original. Em uma cena, Frajola afirma ter encontrado Jordan, mas na verdade encontrou o ator Michael B. Jordan, que fez a participação especial no lugar do astro do basquete.
Space Jam: A New Legacy foi recebido com críticas negativas e se tornou um fracasso de bilheteria, arrecadando US$ 163,6 milhões de dólares mundialmente contra um orçamento de US$ 150 milhões. Os produtores argumentaram que a crise econômica causada pela pandemia do coronavírus em 2020 e 2021 foi o fator principal pelo fiasco comercial do filme. Entretanto, mesmo com o fracasso, um terceiro filme estaria em negociações pelo diretor Malcolm D. Lee com Dwayne Johnson envolvido como protagonista, fazendo a transição do gênero esportivo do basquete para wrestling profissional.